# .bw
.bw és el domini de primer nivell territorial (ccTLD) de Botswana. És administrat per la University of Botswana. No sembla que sigui un registre oficial. Cal enviar per correu en paper la sol·licitud per a adscriure-s'hi.

## Operacions
La majoria dels registres actuals es troben al tercer nivell, per sota dels noms de segon nivell com co.bw i org.bw, però també existeixen alguns registres de segon nivell, com el lloc web de la Corporació de Telecomunicacions de Botswana. No obstant això, els registres al segon nivell s'han aturat i totes les entitats que estiguin registrades actualment en aquest nivell tindran un període de gràcia de tres anys per migrar a qualsevol altre nivell.
El domini .bw més visitat és google.co.bw per Google Inc. a Botswana.
L'Autoritat Reguladora de Comunicacions de Botswana opera un servei WHOIS per a dominis .bw i anteriorment era operat per Botswana Telecommunications Corporation.

## Estructura
| Nom de domini de primer nivell | Finalitat prevista                       |
| ------------------------------ | ---------------------------------------- |
| .co.bw                         | Per a entitats comercials                |
| .org.bw                        | Per a organitzacions sense ànim de lucre |
| .ac.bw                         | Per a institucions acadèmiques           |
| .net.bw                        | Proveïdors de serveis de xarxa           |
| .gov.bw                        | Govern i entitats afins                  |
| .shop.bw                       | Llocs web de comerç electrònic           |
| .agric.bw                      | Agricultors i empreses agrícoles         |
| .me.bw                         | Particulars i marques personals          |